# Jean-Louis Tripp

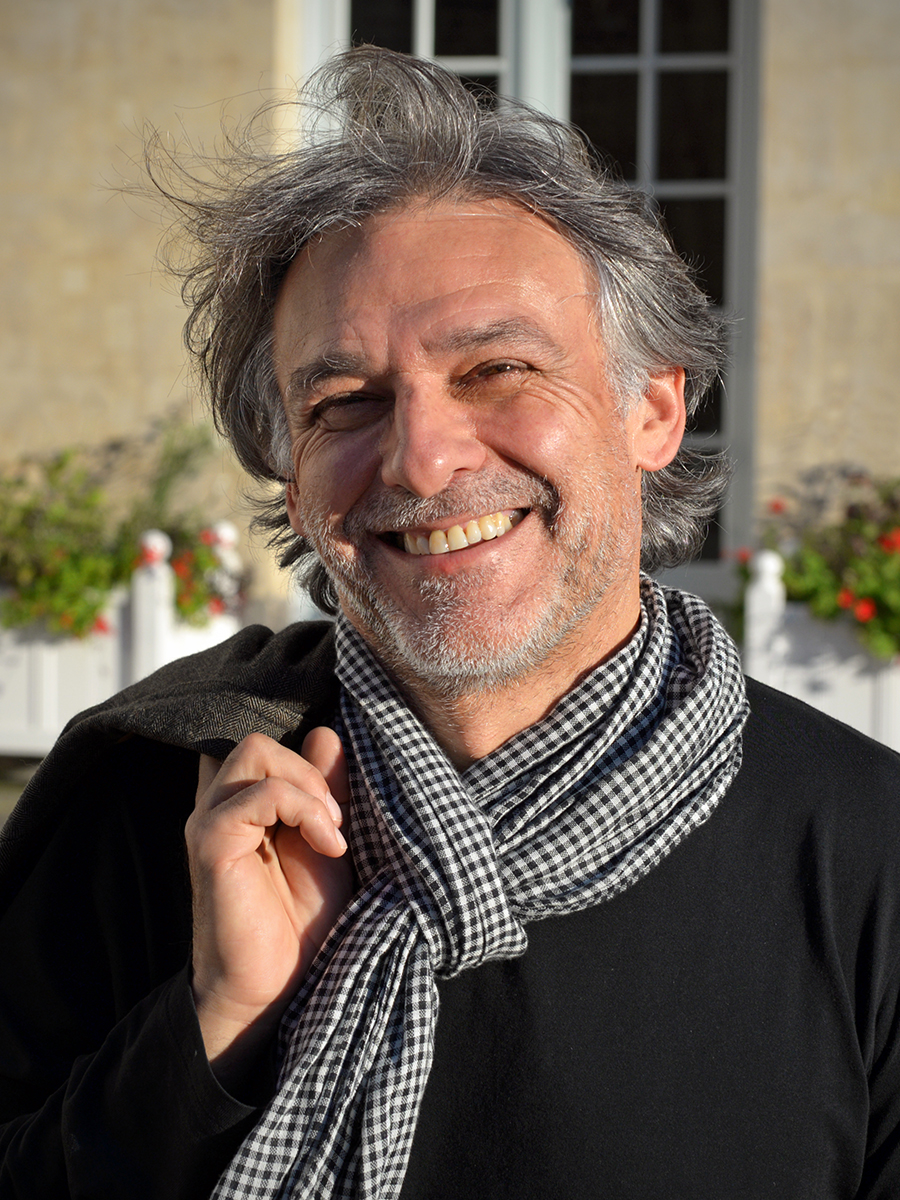
Jean-Louis Tripp (2014)

Jean-Louis Tripp (* 4. Februar 1958 in Montauban) ist ein französischer Comiczeichner.

## Leben und Wirken
Tripp veröffentlichte 1977 seinen ersten Comic in Métal hurlant. Sein erstes Comic-Album Le Boeuf n’était pas mode zeichnete er 1978. Es folgten in den nächsten zehn Jahren weitere Alben wie Le pari oder Der Aufstand, zusammen mit Marc Barcelo, der jeweils das Szenario entwarf. Zusätzlich veröffentlichte er vier Alben der Serie Ein Abenteuer von Jacques Gallard, die von 1983 bis 1989 erschienen.
Zwischen 1989 und 2002 widmete sich Tripp der Malerei und der Bildhauerei. 2003 wurde er Professor an der Université du Québec en Outaouais in Gatineau als Nachfolger von Edmond Baudoin.
Ab 2006 veröffentlicht er zusammen mit Régis Loisel die Serie Das Nest. In den bisher erschienen neun Bänden wird das Leben der Bewohner des fiktiven Dorfes „Notre Dame du Lac“ in Québec während der 1920er Jahre beschrieben.

## Werke (Auswahl)

### Alben
- Le Bœuf n’était pas mode. Zusammen mit Marc Barcelo,  Transit, 1978.
- Peau de banane. Zusammen mit Marc Barcelo, Futuropolis, 1982.
- Le pari. Zusammen mit Marc Barcelo,  Futuropolis, 1982.
- Dinghys dinghys. Zusammen mit Marc Barcelo,  Milan, 1984 (dt. Der Aufstand. Edition Moderne, 1990, ISBN 3-907010-52-3).
- L’autre idiot. Zusammen mit Marc Barcelo, Futuropolis, 1985.

### Serien
- Une aventure de Jacques Gallard. (dt. Ein Abenteuer von Jacques Gallard).
  - Parfum d’Afrique. Milan, 1983.
  - Soviet Zig Zag. Zusammen mit Marc Barcelo, Milan, 1986 (dt. Soviet Zig Zag. Edition Moderne, 1990, ISBN 3-907010-36-1).
  - Zoulou Blues. Milan, 1987 (dt. Zoulou Blues. Edition Moderne, 1991, ISBN 3-907010-56-6).
  - Afrikaans bazaar. Milan, 1989 (dt. Afrikaans Bazaar. Edition Moderne, 1991, ISBN 3-907010-60-4).
- Magasin général. Zusammen mit Régis Loisel, Casterman, ab 2006, 9 Bände (dt. Das Nest. Carlsen Verlag, ab 2007).

## Auszeichnungen
- 1987: Prix de la critique (ACBD) beim Festival International de la Bande Dessinée d’Angoulême